# NGC 3493
NGC 3493 este o emission-line galaxy⁠(d) situată în constelația Leul Mic. A fost descoperită în 24 decembrie 1827 de către John Herschel.